# 1911 en football
Cet article présente les faits marquants de l'année 1911 en football.

## Janvier
- 1er janvier : à Charentonneau, la Hongrie s'impose 3-0 face à la France.
- 6 janvier : fondation du club argentin d'Almagro.
- 28 janvier : à Belfast, le pays de Galles bat l'Irlande 2-1.

## Février
- 11 février : à Derby, l'Angleterre bat l'Irlande 2-1.

## Mars
- 4 mars :
  - à Londres, l'Angleterre (amateurs) s'impose 4-0 face à la Belgique ;
  - match inter-ligues à Glasgow opposant une sélection du championnat d'Angleterre (League) à une sélection du championnat écossais. Les Écossais s'imposent 1-0.
- 6 mars : à Cardiff, le pays de Galles et l'Écosse font match nul 2-2.
- 13 mars : à Londres, l'Angleterre bat le pays de Galles 3-0.
- 18 mars : à Glasgow, l'Écosse bat l'Irlande 2-0.
- 19 mars : à Anvers, les Pays-Bas s'imposent 5-1 face à la Belgique.
- 20 mars : match inter-ligues à Londres opposant une sélection du championnat d'Angleterre (Southern League) à une sélection du championnat irlandais. Les Anglais s'imposent 4-0.
- 23 mars : à Saint-Ouen, l'Angleterre (Amateurs) s'impose 3-0 face à la France.
- 25 mars : à Dublin, Bohemians FAC Dublin et Shelbourne FC Dublin font match nul 0-0 en finale de la Coupe d'Irlande. Match à rejouer.
- 26 mars : à Stuttgart, l'Allemagne s'impose 6-2 face à la Suisse.

## Avril
- Glasgow Rangers est champion d'Écosse.
- Manchester United champion d'Angleterre.
- Linfield FAC champion d'Irlande.
- Sporting Club est champion du Luxembourg.
- CS Brugeois champion de Belgique.
- 1er avril : à Liverpool, l'Angleterre et l'Écosse font match nul 1-1.
- 2 avril : à Dordrecht, les Pays-Bas s'imposent 3-1 face à la Belgique.
- 2 avril : fondation du club brésilien de Guarani FC.
- 8 avril : Celtic FC et Hamilton Academical FC font match nul 0-0 en finale de la Coupe d’Écosse. Match à rejouer.
- 9 avril : à Saint-Ouen, la France et l'Italie font match nul 2-2.
- 14 avril : à Berlin, l'Allemagne et l'Angleterre (Amateurs) font match nul 2-2.
- 15 avril :
  - Celtic FC gagne la Coupe d’Écosse en s’imposant en finale face à Hamilton Academical FC, 2-1[1] ;
  - Athletic Bilbao remporte la Coupe d’Espagne face à l'Espanyol Barcelone, 3-1 ;
  - à Dublin, Shelbourne FC Dublin s'impose 2-1 face à Bohemians FAC Dublin en finale de la Coupe d'Irlande.
- 22 avril : Bradford City AFC et Newcastle UFC font match nul 0-0 en finale de la Coupe d’Angleterre. Match à rejouer.
- 23 avril :
  - à Genève, la Suisse s'impose 5-2 face à la France ;
  - à Liège, la Belgique bat l'Allemagne 2-1.
- 26 avril : Bradford City AFC remporte la Coupe d’Angleterre face à Newcastle UFC, 1-0.
- 30 avril :
  - à Bruxelles, la Belgique écrase la France 7 à 1 ;
  - à Saint-Ouen, l'Étoile des deux lacs est champion de France FSGPF en s'imposant en finale 6-1 face à l'Étoile Sportive de Mont-de-Marsan ;
  - à Montevideo, l'Argentine bat l'Uruguay 2-1.

## Mai
- 1er mai :
  - à Marseille (Stade de l'Huveaune), le Stade helvétique de Marseille est champion de France USFSA en s'imposant 3-2 face au Racing Club de France ; 
  - La Jeunesse athlétique de Saint-Ouen est champion de France FCAF à la suite du forfait en finale du Racing Club de Saint-Quentin.
- 7 mai : à Vienne, l'Autriche s'impose 3-1 face à la Hongrie.
- 23 mai : fondation du club anglais d'Halifax Town AFC.
- 30 mai : Udelnaja Saint-Pétersbourg remporte la coupe de Saint-Pétersbourg en écartant en finale le Narva Saint-Pétersbourg, 2-1.

## Juin
- 4 juin : Viktoria Berlin champion d’Allemagne après sa victoire 3-1 en finale nationale face au VfB Leipzig.
- 11 juin :
  - Young Boys de Berne remporte le Championnat de Suisse ;
  - Le CA Paris est champion de France CFI en remportant le Trophée de France face à l'Étoile des deux lacs (1-0).

- 18 juin :
  - Pro Vercelli champion d'Italie après une victoire 2-1 en finale nationale face à Vicence ;
  - à Stockholm, l'Allemagne bat la Suède 4-2.

## Juillet
- British FC Riga est champion de la ville de Riga (Lettonie).
- Reforma AC champion du Mexique.
- 1er juillet : fondation du club argentin du CA Nueva Chicago.
- 9 juillet : Young Boys de Berne remporte la Coupe de Suisse face au Servette Genève, 3-1.
- 10 juillet : Tentative de fondation en Tunisie d'un club islamique, refusée par l'État.

## Août
- 15 août : à Buenos Aires, l'Uruguay bat l'Argentine 2-0.

## Septembre
- Modification majeure du règlement concernant les gardiens de but. Ces derniers ne pourront désormais faire usage de leurs mains seulement dans leur surface de réparation. Cette décision fait suite à un « match scandaleux » qui se tient en 1910 en Écosse entre Third Lanark AC et Motherwell FC. Les gardiens des deux clubs utilisèrent leur capacité à jouer la balle à la main n'importe où sur le terrain pour inscrire chacun un but !
- KSO Moscou est champion de Moscou. Ce championnat réunissait six équipes.
- 17 septembre :
  - à Stockholm, la Suède s'impose 4-1 face à la Norvège ;
  - à Montevideo, l'Argentine bat l'Uruguay 3-2.
- 25 septembre : à Londres (Stamford Bridge), Manchester United remporte le Charity Shield en s'imposant 8-4 face à Swindon Town FC.
- 30 septembre : match inter-ligues à Belfast opposant une sélection du championnat d'Angleterre (Southern League) à une sélection du championnat irlandais. Les Anglais s'imposent 2-0.

## Octobre
- 2 octobre : match inter-ligues à Glasgow opposant une sélection du championnat d'Angleterre (Southern League) à une sélection du championnat écossais. Les Écossais s'imposent 3-2.
- 8 octobre :
  - Ski og FK Lyn Kristiana remporte la Coupe de Norvège en s'imposant 5-2 en finale face à Uroedds BK Porsgrunn ;
  - à Montevideo, l'Uruguay et l'Argentine font match nul 1-1.
- 9 octobre :
  - match inter-ligues à Stoke opposant une sélection du championnat d'Angleterre (Southern League) à une sélection du championnat d'Angleterre (League). Les « nordistes » s'imposent 2-1.
  - à Dresde, l'Autriche s'impose 2-1 face à l'Allemagne.
- 16 octobre : match inter-ligues à Liverpool opposant une sélection du championnat d'Angleterre (League) à une sélection du championnat irlandais. Les Anglais s'imposent 4-0.
- 21 octobre : à Londres, l'Angleterre (amateurs) s'impose 3-0 face au Danemark.
- 22 octobre :
  - à Hambourg, la Suède s'impose 5-2 face à la Finlande ;
  - à Buenos Aires, l'Argentine bat l'Uruguay 2-0.
- 29 octobre :
  - São Paulo AC champion de l'État de São Paulo (Brésil) ;
  - Boldklubben Frem Copenhague s'impose 3-2 face à Copenhague Boldklub en finale de la Coupe du Danemark ;
  - à Luxembourg, la France s'impose 4-1 sur le Luxembourg ;
  - à Hambourg, la Suède s'impose 3-1 face à l'Allemagne ;
  - à Montevideo, l'Uruguay bat l'Argentine 3-0.
- 30 octobre : match inter-ligues à Glasgow opposant une sélection du championnat écossais à une sélection du championnat irlandais. Les Écossais s'imposent 3-0.
- 31 octobre : Mercur Saint-Pétersbourg remporte le championnat de la ville de Saint-Pétersbourg. Ce championnat réunissait sept équipes.

## Novembre
- 5 novembre : à Budapest, la Hongrie s'impose 2-0 face à l'Autriche.
- 26 novembre : Alumni est champion d'Argentine après un match de barrage face à Porteno.

## Décembre
- 17 décembre : à Munich, la Hongrie s'impose 4-1 face à l'Allemagne.

## Naissances
Plus d'informations : Liste d'acteurs du football nés en 1911.
- 20 janvier : Alfredo Foni, footballeur italien.
- 21 février : Raúl Toro, footballeur chilien.
- 10 avril : Jean Sécember, footballeur français.
- 27 avril : Antonio Sastre, footballeur argentin.
- 6 juin : Jiří Sobotka, footballeur tchécoslovaque.
- 7 juin : Mario Perazzolo, footballeur italien.
- 9 juin : Léopold Kielholz, footballeur suisse.
- 15 octobre : Gustav Wetterström, footballeur suédois.
- 22 octobre : Edmond Weiskopf, footballeur hongrois naturalisé français.
- 3 novembre : Kick Smit, footballeur néerlandais.
- 6 novembre : Walter Alsford, footballeur anglais.
- 1er décembre : Franz Binder, footballeur autrichien.
- 5 décembre : Jorge Alcalde, footballeur péruvien.
- 29 décembre : Nicolae Kovacs, footballeur roumain.

## Décès
- 2 février : Sadi Dastarac, footballeur français.
- 17 juillet : Vahram Kevorkian, footballeur belgo-arménien.